# Liste der Monuments historiques in Muttersholtz
Die Liste der Monuments historiques in Muttersholtz führt die Monuments historiques in der französischen Gemeinde Muttersholtz auf.

## Liste der Objekte
| Bezeichnung | Beschreibung                                                                               | Standort                       | Kennzeichnung | Schutzstatus | Datum | Bild |
| ----------- | ------------------------------------------------------------------------------------------ | ------------------------------ | ------------- | ------------ | ----- | ---- |
| Monstranz   | mit Etui; Kupfer und Bronze, versilbert und vergoldet, sowie Glas, 1747, um 1800 verändert | in der Kirche St-Urbain (Lage) | PM67001144    | Classé       | 2009  |      |